# 쇼니 쓰네스케
쇼니 쓰네스케(일본어: 少弐 経資 しょうに つねすけ[*])는 일본 가마쿠라 시대(鎌倉時代) 중기의 무장(武将) ・ 고케닌(御家人)이다. 쇼니 2대 당주 쇼니 스케요시(少弐資能)의 아들로 쇼니 씨 집안의 3대 당주이다.

## 생애
쓰네스케의 이름 「쓰네」(経)는 가마쿠라 막부 4대 싯켄(執権) 호조 쓰네토키(北条経時)의 이름자 한 자를 받은 것으로 추정되며, 쓰네스케에게 같은 글자를 받은 4대 쇼군 후지와라노 요리쓰네(藤原頼経)가 출가한 간겐(寛元) 3년(1245년)부터 쓰네토키가 사망하는 이듬해(1246년) 사이에 쓰네스케는 원복을 마쳤던 것으로 추정되고 있다. 쓰네스케의 생몰년에 대해서는 1229년 ~ 1292년설, 1226년 ~ 1289년설이 있는데 원복은 10대에 이루어지는 것이 통례이므로 전자가 맞다고 여겨진다.
아버지가 살아있을 때부터 함께 기타큐슈(北九州)의 통치를 맡았고, 몽골 침공 때에는 이국경고(異国警固) 체제를 굳건히 하며 몽골의 사자에 대한 내응이나 규슈 고케닌들을 지휘, 석축지(원구방루) 축조 공사 통괄, 몽골군과의 합전에서의 훈공에 대한 배분 및 그 조사 등을 행하였다. 사료상으로 쓰네스케가 처음 등장하는 것은 비교적 늦은 40세 때인 분에이(文永) 6년(1269년) 9월자 문서이다.
분에이 11년(1274년)에 있었던 제1차 일본 원정(일본명:분에이의 역文永の役)에서 쓰네스케의 동생 가게스케(景資)가 작금의 대장(日の大将)으로써 일본군을 지휘하였으나, 이때의 쓰네스케의 동향에 관한 사료가 없어 상세한 것은 알 수 없다. 45세 되던 그 해 8월까지 쓰네스케는 다자이노쇼니(大宰少弐)로 임관하였다. 이듬해인 분에이 12년(1275년) 아버지로부터 가독과 소령(所領)을 넘겨받았다. 고안(弘安) 4년(1281년) 제2차 일본 원정(일본명:고안의 역弘安の役)에서는 이키섬(壱岐島)에서 벌어진 몽골군과의 전투에서 부상을 입어가면서 몽골군을 상대로 분전해 승리하고 이키섬에서 몽골군을 쫓아내는데 성공하였다. 그러나 이 전투에서 아들 스케토키(資時)를 잃었다. 이후에도 오토모 요리야스(大友頼泰)와 함께 진제이부교(鎮西奉行)의 한 사람으로써 규슈의 군정을 맡았다.
고안 7년(1284년) 8대 싯켄 호조 도키무네(北条時宗)가 사망한 것을 계기로 출가해 정혜(浄恵)라는 법명을 사용하였다. 이듬해 벌어진 시모쓰키 소동(霜月騒動)에서는 나이칸레이 다이라노 요리쓰나(平頼綱)를 지지하여 고케닌 아다치 야스모리(安達泰盛)를 지지하던 동생 가게스케와 야스모리의 아들 아다치 모리무네(安達盛宗)를 이와토 성(岩門城)에서 쳤다(이와토 합전). 이 전투의 결과로 호조 도쿠소케(北条得宗家)의 진제이 지배는 강화되었고, 거꾸로 기존에 규슈 지역을 지배해오던 쇼니 씨의 지배는 꺾여서 지쿠고(筑後) ・ 부젠(豊前) ・ 히젠(肥前) ・ 히고(肥後) 4개 구니의 슈고(守護)직을 잃었다.
고안 9년(1286년) 진제이 담의소(鎮西談議所)의 부교로 오토모 요리야스、우쓰노미야 미치후사(宇都宮通房)、시부야 시게사토(渋谷重郷)와 함께 임명되었다.
조오(正応) 5년(1292년)에 사망하였다. 장남 쓰네토키가 앞서 전사하였기에 쇼니 집안의 가독은 모리쓰네(盛経)가 이었으며, 모리쓰네의 동생 도키쓰네(時経), 모리우지(盛氏)는 각기 시가 씨(志賀氏)、히라이 씨(平井氏)로 분가하였다.

## 참고 문헌
- (일본어) 安田元久 편 『鎌倉・室町人名事典 コンパクト版』（新人物往来社、1990年）
　　P.607 ~ 608「武藤経資」 항목（집필：田村憲美）
- (일본어) 服部英雄『蒙古襲来』（山川出版社、2014年）
- (일본어) 黒板勝美・国史大系編修会 編『新訂増補国史大系 ・ 尊卑分脉 第2篇』（吉川弘文館）

| 전임 쇼니 스케요시 | 제3대 쇼니씨 당주 | 후임 쇼니 모리쓰네 |